# Shin Hong-gi
Dans ce nom coréen, le nom de famille, Shin, précède le nom personnel.
Shin Hong-gi (coréen : 신홍기) (né le 4 mai 1968 à Gimpo en Corée du Sud) est un joueur de football international sud-coréen, qui évoluait au poste de défenseur, avant de devenir entraîneur.

## Biographie

### Carrière de joueur

#### Carrière en sélection
Avec l'équipe de Corée du Sud, il joue 48 matchs (pour 3 buts inscrits) entre 1992 et 1999. Il figure notamment dans le groupe des sélectionnés lors de la coupe du monde de 1994.
Il participe également à la coupe d'Asie des nations de 1996.